# Вассиан Тиксненский
Вассиан Тиксненский († 12 сентября 1624) — святой преподобный Русской православной церкви.
Память 12 (25) сентября.

## Жизнеописание
Преподобный Вассиан родился в деревне Бурцево Спасо-Преображенского Стрелицкого прихода Тотемского уезда Вологодской губернии в крестьянской семье. Крещён был Василием. Был женат, в семье были двое сыновей. Зимой портняжил, ходя по соседним селениям. Постепенно решился уйти от жизни в миру и жить для Бога и однажды ночью тайно ушёл из дома.
Пришёл на место рядом с озером Семенково между реками Тиксной и Вопрой, где стояли церкви Спаса Преображения и святителя Николая Чудотворца (ныне деревня Погорелово Тотемского района).
Место на крутой возвышенности очень понравилось, но Василий не решился поселиться здесь и пришёл в Тотьму в Спасо-Суморин монастырь, основанный Феодосием Тотемским.
Настоятель иеромонах Ферапонт постриг его с именем Вассиан. Через несколько лет Вассиан стал просить настоятеля отпустить его из монастыря для жизни в уединении на Тиксне. Помолясь у гроба преподобного Феодосия, старец Ферапонт благословил его на новый путь иконой Пресвятой Троицы.
В 1594 году, придя на Тиксну, получил от настоятеля местных церквей Нестора Андреева, причта и прихожан разрешение построить малую келию неподалёку от храма. Крестьяне согласились её построить. Располагалась она на церковном погосте в двадцати саженях от храма. Вассиан постоянно находился в посте, спал на голом полу, либо все ночи проводил в молитве, питался тем, что приносили ему прихожане.
Во время одного из посещений его духовником старцем Ферапонтом святой Вассиан просил его благословения на ношение вериг. На плечи Вассиан возложил цепи, он опоясался железным обручем, на руки и ноги надел оковы, на голову — тяжёлую железную шапку. Всё железо было спрятано под монашеской одеждой. Тридцать лет преподобный нёс свой подвиг в затворе. Никто, кроме его духовника, не знал, какими тяжестями смиряет он своё тело.
Достигнув преклонных лет, умер 12 сентября 1624 года.

## Чудеса и прославление
Окрестные жители поставили вскоре над его могилой часовню. На гробницу возложили его вериги.
Почитание святого Вассиана началось после моровой язвы 1647 года, когда люди и животные скоропостижно умирали. Об этом написал царю тотемский воевода стольник Алексей Болонин. По приказу царя Алексея Михайловича вокруг Тиксны поставили кордоны, никого не пропускали проезжать через ту местность.
Московские купцы, ехавшие в Архангельск, терпели убытки от задержки. По их просьбе царь послал на Тиксну дворянина Иоанна Акинегрова. Зайдя в часовню, он увидел все железные вериги преподобного Вассиана.
Вельможа очень удивился высоте подвигов святого. После этого он приказал всем жителям собраться на молебен. После молебна моровая язва прекратилась. Совершились у гроба и другие чудеса.
В 1694 году возникла иноческая обитель в честь Живоначальной Троицы. Первым настоятелем был иеромонах Спасо-Суморина монастыря Протасий (в миру Прохор). Построил каменную Троицкую церковь. Освятил её в 1698 году. В ней под спудом находились мощи святого Вассиана. Древнее житие составил игумен Иосиф в 1745 году. В житии записано 29 чудес. Память 12 (25) сентября.